# USA:s Grand Prix 2001
USA:s Grand Prix 2001 var det sextonde av 17 lopp ingående i formel 1-VM 2001.

## Resultat
1. Mika Häkkinen, McLaren-Mercedes, 10 poäng
2. Michael Schumacher, Ferrari, 6
3. David Coulthard, McLaren-Mercedes, 4
4. Jarno Trulli, Jordan-Honda, 3
5. Eddie Irvine, Jaguar-Cosworth, 2
6. Nick Heidfeld, Sauber-Petronas, 1
7. Jean Alesi, Jordan-Honda
8. Giancarlo Fisichella, Benetton-Renault
9. Jenson Button, Benetton-Renault
10. Heinz-Harald Frentzen, Prost-Acer
11. Olivier Panis, BAR-Honda
12. Pedro de la Rosa, Jaguar-Cosworth
13. Enrique Bernoldi, Arrows-Asiatech
14. Tomáš Enge, Prost-Acer
15. Rubens Barrichello, Ferrari (varv 71, motor)

### Förare som bröt loppet
- Jacques Villeneuve, BAR-Honda (varv 45, upphängning)
- Jos Verstappen, Arrows-Asiatech (44, motor)
- Juan Pablo Montoya, Williams-BMW (38, hydraulik)
- Alex Yoong, Minardi-European (38, växellåda)
- Ralf Schumacher, Williams-BMW (36, snurrade av)
- Fernando Alonso, Minardi-European (36, bakaxel)
- Kimi Räikkönen, Sauber-Petronas (2, bakaxel)

## VM-ställning
| Förarmästerskapet 1. Michael Schumacher, Ferrari, 113 2. David Coulthard, McLaren-Mercedes, 61 3. Rubens Barrichello, Ferrari, 54 | Konstruktörsmästerskapet 1. Ferrari, 167 2. McLaren-Mercedes, 95 3. Williams-BMW, 73 |